# Synallaxis hellmayri
Synallaxis hellmayri е вид птица от семейство Furnariidae, единствен представител на род Synallaxis. Видът е почти застрашен от изчезване.